# Exposition 0,10

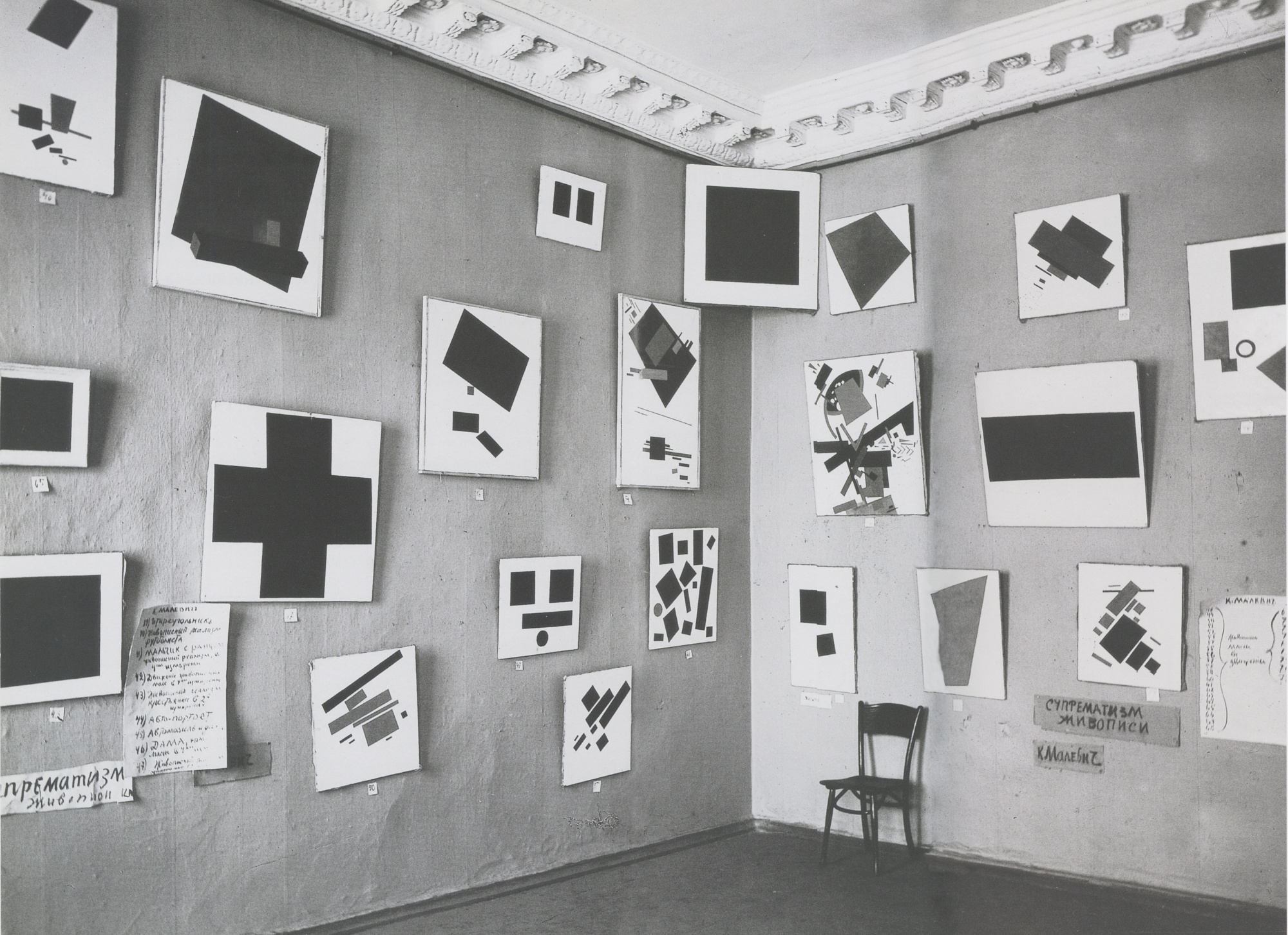
« Exposition 0,10 ».

L’« Exposition 0,10 » (nom complet : « Dernière exposition futuriste de tableaux 0,10 (zéro-dix) » ; en russe : « Последняя Футуристическая выставка картин 0,10 (Ноль-Десять) ») est une exposition de peinture suprématiste et futuriste, organisée par Kasimir Malevitch, Jean Pougny, Ivan Klioune, en tout quatorze artistes, dans la galerie d'art Dobychina, à Saint-Pétersbourg, du 19 décembre 1915 au 17 janvier 1916.
Elle suivit de quelques mois l'« Exposition Tramway V » qui avait eu lieu au printemps de la même année 1915.

## Historique

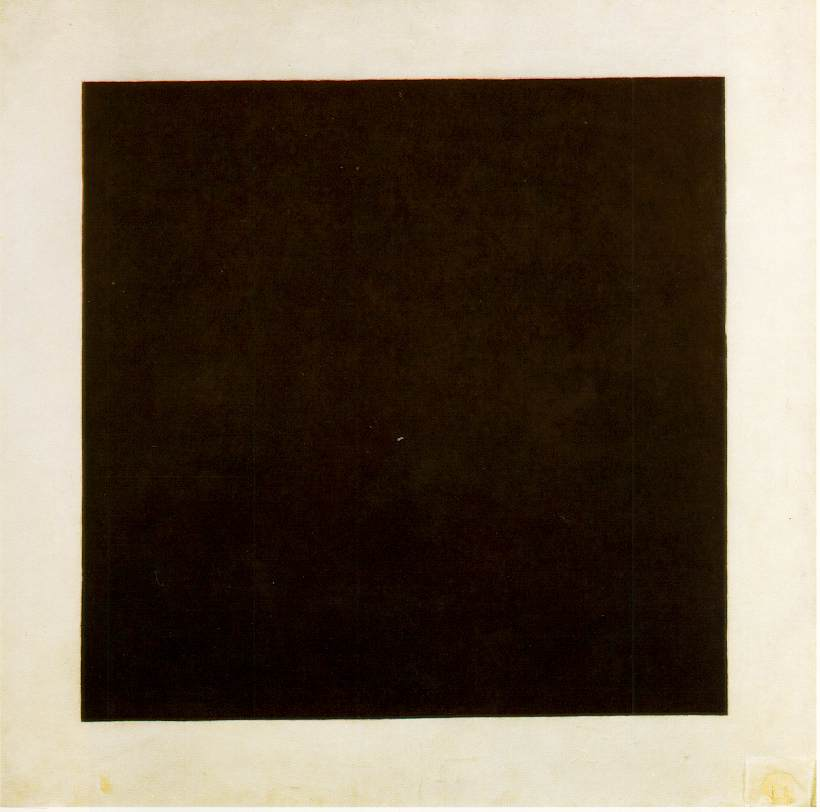
Malevich, Carré noir (1915).

Cette exposition fit connaître une école artistique nouvelle appelée le suprématisme. Il faut remarquer toutefois que dans le catalogue aucune toile n'était reprise avec la mention « suprématiste ». Malevitch s'en expliquait ainsi : « En intitulant certaines de ces peintures, je n'ai pas voulu marquer la forme qu'il fallait y chercher, mais plutôt indiquer que des formes réelles servirent de fondement à des masses informes constituant un tableau, sans aucun rapport avec les formes existant dans la nature ». Le zéro du 0,10 voulait signifier qu'après la destruction de l'ancien monde de l'art, débuterait un nouveau. Il se réfère aussi au dixième pays où, dans l'opéra futuriste Victoire sur le soleil dont Malevitch réalisa les décors, se situe le monde de la non-objectivité. Le zéro évoque encore le passage initiatique par le symbole purificateur, des quatorze artistes menés par Malevitch sur la voie de l'abstraction.
Le dix voulait signifier qu'il y avait une dizaine d'artistes à l'exposition. Il y en eut en fait quatorze. Malevitch avait placé son Quadrangle (Carré noir sur fond blanc) dans l'angle formé par les murs, soulignant le statut exceptionnel de cette œuvre. Par la suite, il alla jusqu'à considérer l'ensemble du mur comme un tableau suprématiste et fit varier le sens des accrochages de ses œuvres en fonction de l'ensemble des tableaux sur le mur.
Une autre interprétation des deux nombres formant le titre de l'exposition, est que les exposants devaient à l'origine être dix, « chacun s'attachant à découvrir le degré zéro de leur art ».
Malevitch présente 39 peintures réalisées au cours de l'été 1915 dans le secret de son atelier. Pour lui, l'élimination de la référence à l'objet, la tabula rasa de toutes les significations anciennes ouvre la voie à l'universalité des signes, donc à la multitude infinie des significations. Carré noir venait en tête, non seulement par son emplacement, mais parce que son titre était le plus direct et le plus évident. Les autres tableaux avaient pour titre Masses picturales bidimensionnelles en mouvement, ou encore Réalisme pictural du footballeur. Cette simplicité du titre indique sans doute qu'il était déjà connu, sans doute suite à l'opéra Victoire sur le soleil.
Aucun des artistes vivant à Saint-Pétersbourg n'échappa au choc provoqué par cette exposition. Elle annonçait le rôle de l'abstraction dans l'entreprise révolutionnaire. Elle eut déjà un impact avant même son ouverture à l'occasion d'un conflit entre Tatline et Malevitch. Le premier considérait que les œuvres abstraites de Malevitch n'avaient pas leur place dans cette exposition. La discorde prit un tour violent entre Tatline, fou de jalousie et Malevitch, son aîné de quinze ans. Ils en vinrent aux mains. Alexandra Exter trouva un compromis : Tatline, Nadejda Oudaltsova et Lioubov Popova exposèrent dans une salle et Malevitch et ses disciples dans une autre,.
Après l'exposition, Malevitch envisage de créer une revue qui s'appellerait Zéro. C'est finalement le mot latin supremus qui est retenu. Cela donnait une tonalité étrangère au lexique et au monde slave, mystérieuse, très futuriste.
En novembre 1916, au salon annuel du Valet de Carreau, la plupart des artistes du « 0,10 » présentent à nouveau leurs toiles cubo-futuristes. Mais la guerre occupe les esprits et bientôt les combats, les désordres, la famine menacent.

## Les quatorze artistes

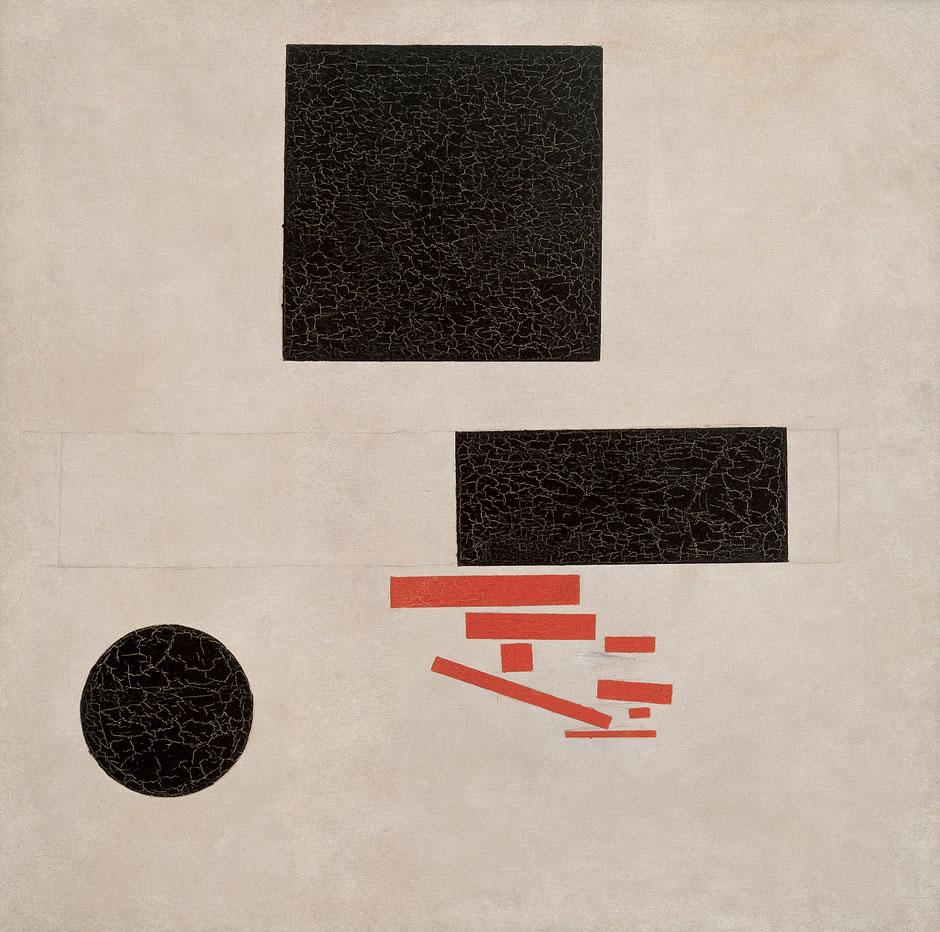
Malevitch, composition suprématiste (1915).

- Kasimir Malevitch
- Jean Pougny
- Ivan Kliun
- Vladimir Tatline
- Lioubov Popova
- Olga Rozanova
- Natan Altman
- Nadejda Oudaltsova
- Vassili Kamenski
- Ksenia Bogouslavskaïa
- Vera Pestel (ru)
- Maria Ivanovna Vasilieva
- Anna Machailovna Kirillova (ru)
- Mikhaïl Menkov (ru)